# Einheit 91910
Die Einheit 91910 ist eine Flugzeugträgerkampfgruppe der Marine der Volksrepublik Chinas. Die Gruppe bildet sich aus dem Flugzeugträger Shandong und weiteren Unterstützungschiffen. Es ist die zweite Flugzeugträgerkampfgruppe nach der Einheit 91181 um den Flugzeugträger Liaoning. Die Gruppe wurde 2017 aufgestellt.

## Kommandeure und Admiräle
Erster Kommandeur war der Konteradmiral Zhang Zheng. Im Jahr 2018 wurde der Politische Kommissar der Einheit Chen Dongbo zum Konteradmiral befördert. Ab 2021 wurde der Marinefliegergeneralleutnant Deming Union Kommandeur der Einheit.